# 2015년 전국체육대회
제96회 전국체육대회는 2015년 10월 16일부터 2015년 10월 22일까지 대한민국 강원도에서 개최되었다.

## 개요
- 대회명칭 : 제96회 전국체육대회
- 개최기간 : 2015년 10월 16일 ~ 2015년 10월 22일
- 개최지 : 강원도 (주개최지 : 강릉시)
- 구호 : 세계중심 강원에서, 함께뛰자 미래로!
- 참가인원 : 19,438명
- 종별 : 일반부, 대학부, 고등부
- 마스코트 : 평이와 창이

## 종목

### 정식종목
| - 검도 - 골프 - 궁도 - 근대5종 - 농구 - 당구 - 댄스스포츠 - 럭비 - 레슬링 - 롤러 - 배구 - 배드민턴 - 보디빌딩 | - 복싱 - 볼링 - 사격 - 사이클 - 산악 - 세팍타크로 - 소프트볼 - 수영 (경영, 다이빙, 수구) - 스쿼시 - 승마 - 씨름 - 야구 - 양궁 | - 역도 - 요트 - 우슈 - 유도 - 육상 - 정구 - 조정 - 철인3종 - 체조 - 축구 - 카누 - 탁구 - 태권도 | - 테니스 - 트라이애슬론 - 펜싱 - 핀수영 - 하키 - 핸드볼 |

### 시범종목
- 바둑
- 수상스키
- 택견

## 종합순위
개최지
| 순위 | 지역           | 점수   | 금  | 은  | 동   | 합계 |
| 1    | 경기도         | 68,776 | 141 | 129 | 148  | 418  |
| 2    | 강원도         | 50,652 | 67  | 69  | 125  | 261  |
| 3    | 서울특별시     | 50,002 | 91  | 105 | 104  | 300  |
| 4    | 경상남도       | 46,979 | 90  | 91  | 101  | 282  |
| 5    | 경상북도       | 44,707 | 72  | 81  | 103  | 256  |
| 6    | 충청남도       | 38,971 | 52  | 59  | 96   | 207  |
| 7    | 부산광역시     | 37,375 | 70  | 52  | 81   | 203  |
| 8    | 인천광역시     | 36,379 | 58  | 56  | 87   | 201  |
| 9    | 충청북도       | 33,021 | 41  | 56  | 88   | 185  |
| 10   | 전라북도       | 31,652 | 46  | 51  | 75   | 172  |
| 11   | 광주광역시     | 30,469 | 45  | 48  | 66   | 159  |
| 12   | 전라남도       | 29,746 | 33  | 55  | 55   | 143  |
| 13   | 대구광역시     | 27,771 | 45  | 40  | 61   | 146  |
| 14   | 대전광역시     | 26,795 | 55  | 33  | 59   | 147  |
| 15   | 울산광역시     | 19,951 | 41  | 27  | 44   | 112  |
| 16   | 제주특별자치도 | 12,996 | 33  | 35  | 37   | 105  |
| 17   | 세종특별자치시 | 7,911  | 6   | 5   | 7    | 18   |
| 총계 | 총계           | 총계   | 986 | 992 | 1337 | 3315 |

### 최우수 선수상
최우수 선수상은 한국체육기자연맹 소속 기자들의 투표로 결정된다.
- 최우수 선수상(MVP) : 김국영 (광주광역시/육상)

- 대회신기록 3개를 수립하여 대회 4관왕 달성